# RAIN (도모토 츠요시의 노래)
〈RAIN〉은 도모토 쯔요시의 통산 8번째 싱글이다.

## 개요
쯔요시(剛 紫) 명의로 발매한 전작 〈하늘 ~아름다운 나의 하늘〉로부터 약 5개월 만의 싱글이다. 도모토 쯔요시 명의로서는, 〈WAVER〉 이래 약 5년 만이다.

## 수록곡

### 초회반
1. Sunday Morning
작사·작곡·편곡: 도모토 쯔요시
2. 音楽を終わらせよう / 음악을 끝나게 하자
작사·작곡: 도모토 쯔요시
3. RAIN
작사·작곡·편곡: 도모토 쯔요시

### 통상반
1. Sunday Morning
2. 音楽を終わらせよう / 음악을 끝나게 하자
3. FUNK-SE○SSION
작사·작곡: 도모토 쯔요시